# (6550) Parler
(6550) Parler es un asteroide perteneciente al cinturón de asteroides, descubierto el 4 de noviembre de 1988 por Antonín Mrkos desde el Observatorio Kleť, České Budějovice, República Checa.

## Designación y nombre
Designado provisionalmente como 1988 VO5. Fue nombrado por el maestro de obras alemán Petr Parléř (c. 1333-1399) quien dirigió la construcción de la catedral gótica de San Vito en Praga a partir del año 1356. Las obras creadas por los miembros de la familia Parléř son conocidas tanto en la arquitectura medieval checa como en la alemana.

## Características orbitales
Parler está situado a una distancia media del Sol de 2,411 ua, pudiendo alejarse hasta 2,810 ua y acercarse hasta 2,011 ua. Su excentricidad es 0,166 y la inclinación orbital 6,830 grados. Emplea 1367.20 días en completar una órbita alrededor del Sol.

## Características físicas
La magnitud absoluta de Parler es 13,67. 